# Groupe PSA
Groupe PSA (Peugeot Société Anonyme) (Акционерное общество «Пежо») — французская автомобилестроительная компания, второй по величине производитель автомобилей в Европе. Штаб-квартира — в Рюэй-Мальмезон, Иль-де-Франс, Франция. Владелец таких брендов, как Citroën, Peugeot, Opel, Vauxhall и DS Automobiles. 16 января 2021 года объединилась с Fiat Chrysler Automobiles N.V. (FCA), образовав корпорацию Stellantis с годовым выпуском около 8,7 млн автомобилей под четырнадцатью брендами.

## История
В декабре 1974 года компания Peugeot S.A. приобрела 38,2 % акций Citroën, а в апреле 1976 года поглотила обанкротившуюся к тому времени Citroën, в результате чего появилась PSA Peugeot Citroën, позже переименованная в Groupe PSA (PSA — аббревиатура от Peugeot Société Anonyme, акционерное общество «Пежо»). Поскольку у Citroën на тот момент времени уже были на рынке две новые успешные модели (GS и CX), а Peugeot имела устойчивое финансовое положение, слияние было коммерчески успешным.
В конце 1978 года PSA приобрела переживающий не лучшие времена европейское подразделение Chrysler (купленные американским концерном ранее компани Rootes и Simca) за символический доллар США за акцию с принятием на себя кредиторской задолженности. Потребовались дополнительные инвестиции, так как PSA приняла решение о создании нового бренда для купленного подразделения, а точнее возрождении бренда Talbot, который использовался до 1950-х годов. С этого времени весь ряд Chrysler/Simca стал продаваться под маркой Talbot до прекращения производства легковых автомобилей бренда Talbot в 1987 году и малотоннажных автомобилей в 1992 году.
Следствием инвестиций стали серьёзные финансовые трудности для всей группы PSA, с 1980 по 1985 год PSA несла убытки. В 1987 году компания отказалась от марки Talbot для легковых автомобилей, прекратив производство моделей Horizon на базе Simca; производство автомобилей Samba и Alpine/Solara прекратилось годом ранее. Планируемый к выпуску Talbot Arizona был переименован в Peugeot 309, а бывший завод Rootes в Райтоне и завод Simca в Пуасси с октября 1985 года были переведены на сборку Peugeot. Компания PSA впервые начала производить автомобили Peugeot в Великобритании, это стало для неё важным этапом развития (в настоящее время этот завод закрыт: сборка автомобилей в Райтоне прекратилась в 2006 году). Название Talbot ещё некоторое время (до 1992 года) использовалось для малотоннажных автомобилей, затем производство автомобилей под этой маркой прекратилось. С 1987 по 1995 год завод в Райтоне также производил седан Peugeot 405.
29 февраля 2012 года компания PSA объявила о заключении крупной сделки с General Motors (GM), в рамках которой компания GM стала вторым крупным владельцем PSA после семьи Пежо с долей участия 7 %. В связи с этим PSA провела сокращение рабочих мест во Франции на 10 % (8000-10 000) 24 октября компания PSA сообщила о намерении заключить соглашение с банками-кредиторами о рефинансировании в размере 11,5 млрд евро и о получении государственных гарантий на сумму 7 млрд евро для стабилизации Banque PSA Finance. 12 декабря 2013 компания General Motors объявила о продаже своей доли индийской компании Padmapriya Automobile Investment Group.
В 2014 году Dongfeng Motor Group — китайский партнер, осуществляющий производство автомобилей PSA в КНР, — и французское правительство приобрели по 13 % акций в PSA в рамках финансового оздоровления, в результате чего доля участия семьи Пежо сократилась с 25 до 14 %.
После приобретения компанией Dongfeng и французским правительством долей участия в Groupe PSA различные меры, принятые в целях сокращения затрат, радикально изменили ситуацию в компании и позволили постепенно снизить долг PSA, после чего компания начала в 2015 году получать прибыль. Был назначен новый исполнительный директор Карлос Таварес, который продолжил работать над сокращением затрат, а также над расширением модельного ряда всех трех основных брендов и созданием нового бренда DS Automobiles.
10 февраля 2017 года PSA объявила о приобретении брендов Hindustan Motors и Ambassador, которые будут использоваться при продажах автомобилей Peugeot, Citröen и DS в Индии, начиная с 2018 года.
В августе 2017 года у General Motors были куплены бренды Opel и Vauxhall. Для американской компании эти две дочерние структуры в период с 2000 по 2016 год принесли 15 млрд долларов убытка. PSA планирует использовать эти бренды для развития направления электромобилей, таких как модель Opel Ampera-e (Chevrolet Bolt).
28 января 2018 года компания PSA приобрела контрольный пакет (56 %) акций в Aixam. PSA также надеется стать основным инвестором в Aixam и в скором времени в компании W Motors.
В декабре 2019 года было достигнуто соглашение о слиянии PSA с Fiat Chrysler Automobiles. В январе 2021 года два автопроизводителя объединились под названием Stellantis.

## Собственники и руководство
На 2014 год PSA Peugeot Citroën имел двухуровневую систему управления (правление и наблюдательный совет), неизменную с 1972 года, и доставшуюся концерну по наследству от компании Peugeot S.A..
Правление отвечает за стратегический и операционный менеджмент. Состав правления на 2019 год:
- Карлос Таварес, председатель правления, руководство марками.
- Жан-Батист Шатийон, финансовый директор.
- Максим Пика, директор по производству в Европе.
- Жан-Кристоф Кемар, директор по Среднему Востоку и Африке.

#### Председатели правления
- Морис Жордан: 1965—1972.
- Франсуа Готье: 1973—1977.
- Жан-Поль Парэр: 1977—1984.
- Жак Кальве[фр.]: 1984—1997.

Наблюдательный совет осуществляет контроль над деятельностью правления; в него в 2019 году входили:
- Председатель — Луи Галлуа.
- Вице-председатели: Жиль Шнепп, Мари-Элен Пежо.
- Члены комитета с правом голоса: 9 человек (в основном — семья Пежо).
- Консультанты без права голоса: Ролан Пежо, Франсуа Мишлен.

Крупнейшие акционеры компании на конец 2008 года: семья Пежо — 30,30 % (45,13 % голосующих акций), казначейские акции — 3,07 % (0 %), топ-менеджмент — 2,76 % (3,80 %), свободное обращение — 60,52 % (47,59 %), прочее — 3,35 % (3,51 %).
Крупнейшие акционеры компании на конец 2011 года: семья Пежо — 30,96 % (48,30 % голосующих акций), казначейские акции — 7,34 % (0 %), топ-менеджмент — 3,26 % (4,54 %), свободное обращение — 58,44 % (47,16 %).
На 2019 год акционерами компании были:
- Семья Пежо — 12,23 %;
- Dongfeng Motor Corporation — 12,23 %;
- Bpifrance — 12,23 %;
- Французские институциональные инвесторы — 7,29 %;
- Иностранные институциональные инвесторы — 47,30 %;
- Сотрудники — 1,93 %;
- Частные лица — 5,70 %;
- Казначейские акции — 1,10 %.

### Штаб-квартира
Здание № 75 по проспекту де ля Гранд Арме (фр.), которое с 1964 года занимала компания Peugeot, а с 1976 года — группа PSA, в 2012 году продано за 245 миллионов евро. Позднее PSA объявила о переезде в Рюэй-Мальмезон, запланированном на 1 сентября 2017 года. В здании площадью 15 000 м2, спроектированном архитектором Жан-Мишелем Вильмоттом (фр.), должны были разместиться 800 работников. Первый камень был заложен в январе 2016 года Карлосом Таваресом. 600 работников приняла площадка в Рюэй, а оставшиеся 1300 работников отправились на площадку в Пуасси. В здании размещается руководство PSA и руководство марок группы, а также финансовое руководство, отдел кадров и отдел связей с общественностью.

## Деятельность

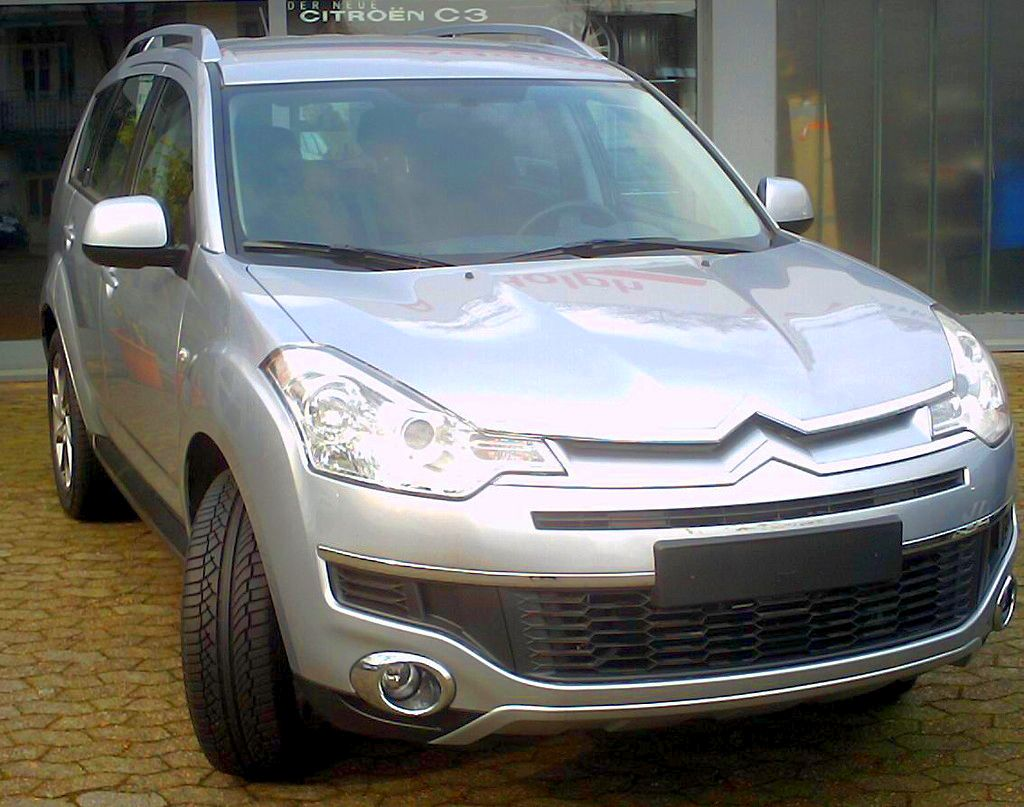
Citroen C-Crosser

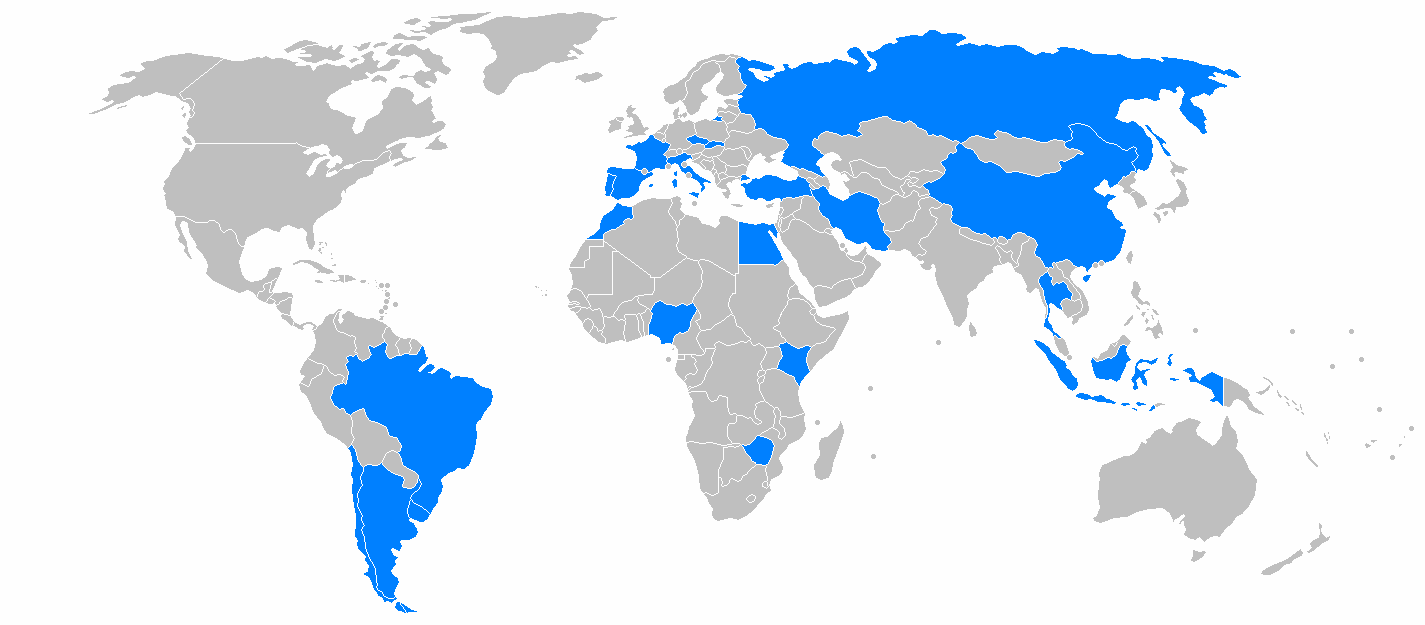
Страны, в которых расположены заводы PSA Peugeot Citroën

PSA Peugeot Citroën выпускала автомобили под марками «Пежо» и «Ситроен». C 2015 года из последнего выделили самостоятельную премиум-марку DS. Два бренда, принадлежащие компании, имели независимые структуры продвижения на рынке и сети розничных продаж; однако разработка и производство моделей осуществлялась общими подразделениями. В 2017 году компания приобрела немецкую компанию Opel (в том числе шесть сборочных заводов, пять предприятий по выпуску автокомпонентов и инжиниринговый центр в Рюссельсхайме, на которых работает около 40 тысяч человек) и её британское подразделение Vauxhall, заплатив американскому концерну General Motors 2,2 млрд евро. Это позволило группе увеличить свою долю на европейском рынке до 17 %.
В 2007 году общий объём продаж компании составил 3,23 млн машин (в 2006 — 3,36 млн), выручка составила 60,6 млрд евро (56,5 млрд евро), чистая прибыль — 885 млн евро (176 млн евро).
В 2019 году продажи составили 3,48 млн автомобилей (в 2018 году — 3,88 млн). Выручка составила 74,7 млрд евро.
Регионы деятельности:
- Европа — продажи 3,02 млн автомобилей.
- Ближний Восток и Африка — продажи 164 тыс. автомобилей.
- Китай и ASEAN — продажи 117 тыс. автомобилей.
- Латинская Америка — продажи 136 тыс. автомобилей.
- Индия и Тихоокеанский регион — продажи 27 тыс. автомобилей.
- Евразия — продажи 16 тыс. автомобилей.

Основными брендами были Peugeot (1,45 млн), Citroën (990 тыс.), Opel/Vauxhall (973 тыс.), DS (62 тыс.).
Заводы компании находились во Франции, Испании, Португалии, Германии, Великобритании, Словакии, Польше, Аргентине, Бразилии и Марокко.
Помимо автомобильного подразделения в состав группы входила Faurecia Group, производившая сидения, элементы оформления салона и автомобильную электронику. Кроме этого, группе принадлежал свой банк Banque PSA Finance, который вёл деятельность в 17 странах.

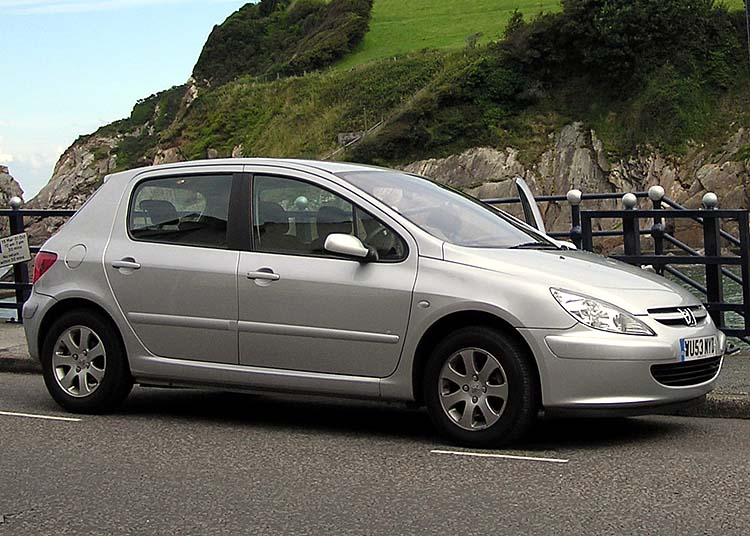
Автомобиль «Пежо-307»

## Совместные предприятия и партнерства

#### «Пежо Ситроен Мицубиси Автомобили Рус»
Завод в Калуге построен зарегистрированным в РФ совместным предприятием PSA Peugeot Citroën (70 %) и Mitsubishi Motors (30 %), созданным в 2009 году.  На площадке совместного предприятия производятся автомобили Peugeot 4007, Citroën C-Crosser, Mitsubishi Outlander, Peugeot 408, Citroën C4. В 2018—2019 годах локализованы Peugeot Expert, Citroen Jumpy, Citroen SpaceTourer и Peugeot Traveller. До конца 2019 года планируется запустить Opel Zafira Life и Opel Vivaro. в 2021 году запущено производство Citroen Berlingo, Peugeot Partner и Opel Combo.

#### Sevel SpA
Компания Sevеl (Société Européenne de Véhicules Légers SA и Società Europea Veicoli Leggeri-Sevel S.p.A.) была основана в Италии в 1978 году с равными долями участия PSA Group (Peugeot Citroën DS) и Fiat. В результате было построено два завода по сборке трех модельных рядов автомобилей — Sevel Nord и Sevel Sud. Деятельность Peugeot и Fiat в Аргентине также была совместной в рамках предприятия Sevel Argentina S.A. (англ.) (Sociedad Europea de Vehículos para Latinoamérica). Компания Fiat вышла из совместного предприятия в 1995 году. В настоящее время Sevel выпускает Fiat Ducato, Peugeot Boxer и Citroën Jumper.

#### Dongfeng Peugeot Citroën Automobile
Совместное предприятие с китайской компанией Dongfeng Motor Corporation (Dongfeng Peugeot-Citroën), созданное в 1992 году, производит автомобили Citroën C-Triomphe (англ.), 207, 307 и 408 на заводах в Ухане и Сянъяне.

#### Toyota Peugeot Citroën Automobile
В 2002 году было заключено соглашение с Toyota Motor Corporation о совместной деятельности по разработке и производству серии городских автомобилей на новом заводе в Чехии. Совместное предприятие получило название TPCA (Toyota Peugeot Citroën Automobile Czech). Предприятие выпускает автомобили Citroën C1, Peugeot 108 и Toyota Aygo.

#### Changan PSA Automobile
Changan PSA — совместное предприятие на паритетных началах с китайской компанией Chang’an Automobile Group, находящейся в Шэньчжэне, с начальной годовой производительностью 200 000 автомобилей и двигателей. Предприятие выпускает автомобили под маркой DS Automobiles.

#### IKAP (Iran Khodro Automobiles Peugeot)
Совместное предприятие с компанией Iran Khodro создано в 2016 году и производит некоторые модели Peugeot, а также импортирует другие модели в собранном виде для иранского рынка. IKAP — совместное предприятие с компанией Iran Khodro, которая базируется в Тегеране, с равными долями участия.

#### GEFCO

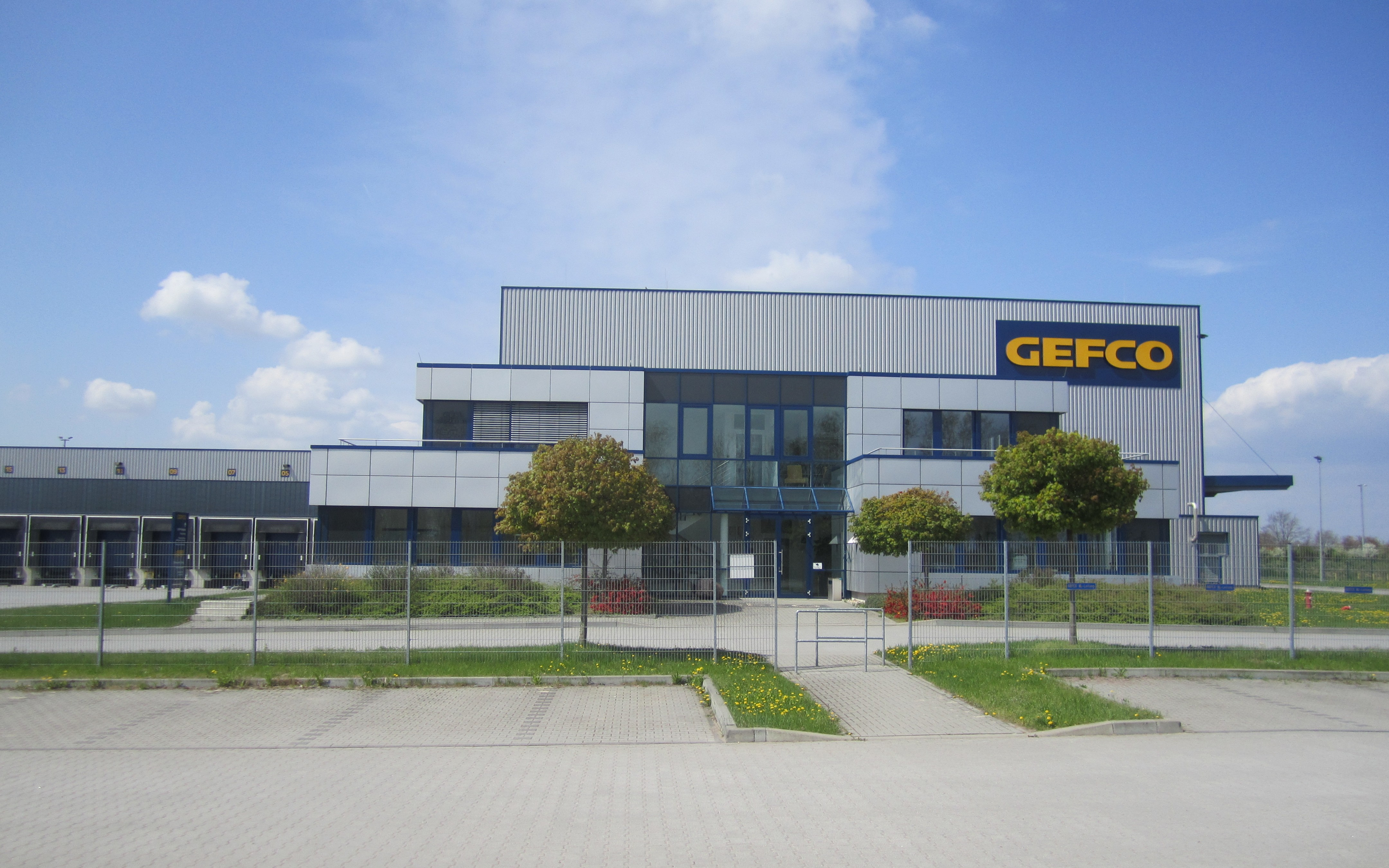
Gefco около Берлина

Gefco — крупная международная логистическая компания, основанная в 1949 году компанией Peugeot. Полное название — фр. Groupages Express de Franche-Comté. В ноябре 2012 года PSA продала 75 % акций Российским железным дорогам за 800 млн евро, но продолжило работать с GEFCO как с основным перевозчиком.

#### Guangzhou Peugeot Automobile Company
Компания Guangzhou Peugeot Automobile Company (GPAC) осуществляла свою деятельность с 1985 по 1997 год и производила автомобили Peugeot 504 и 505.

#### Кооперация сBMW
Сотрудничество по бензиновым моторам с 2006 года. Сотрудничество по гибридным технологиям с 2011 года. На начало 2012 года — более чем 2,3 миллиона совместно произведённых моторов.
- 2002 — подписано соглашение о сотрудничестве в деле разработки и производства нового семейства моторов 1,4 и 1,6 литра для машин рыночного сегмента B, C, D.
- 2006 — начало продаж автомобилей с мотором 1.6THP первого поколения.
- 2007 — начало продаж автомобилей с моторами 1.4VTi и 1.6VTi.
- 2010 — начало продаж автомобилей с мотором 1.6THP второго поколения.
- 2010 — подписано новое соглашение о сотрудничестве в деле разработки моторов 1.6 третьего поколения под экологические стандарты Euro-VI.
- 2011 — создание нового европейского совместного предприятия, состоящего из BPC Electrification GmbH (Германия), BPC Electrification SAS (Франция), BPC Electrification BV (Нидерланды), и ориентированного на разработку и внедрение гибридных технологий, включая аккумуляторы, генераторы, электронные приборы и зарядные устройства, а также программное обеспечение для гибридных систем. Предприятие было ликвидировано в конце 2012 года в связи с началом сотрудничества между PSA Peugeot Citroën и General Motors.

#### Кооперация сFIAT
Сотрудничество в разработке и производстве минивэнов и лёгких коммерческих автомобилей с 1978 года. На начало 2012 года — более чем 7,2 миллионов совместно произведённых автомобилей.

#### Кооперация сFord
Сотрудничество по дизельным моторам с 1982 года. На начало 2012 года — более 23,2 миллиона совместно произведённых моторов.
- 1982 — начало выпуска новой модели Ford Sierra, которая оснащалась двигателем PSA XD2 (YTR и YTT, по маркировке FORD)
- 1998 — подписано соглашение о сотрудничестве в деле разработки и производства различных дизельных моторов для легковых машин любых рыночных сегментов.
- 2001 — начало продаж автомобилей с дизелем 1.4HDi первого поколения.
- 2003 — начало продаж автомобилей с дизелями 1.6HDi и 2.0HDi второго поколения. Также запущен в производство первый шестицилиндровый 2.7HDi.
- 2005 — начало продаж автомобилей с дизелем 2.2HDi первого поколения для легковых и лёгких коммерческих автомобилей.
- 2006 — совместное производство стало мировым лидером по производству дизельных моторов.
- 2009 — запуск в производство очередных новых поколений дизельных моторов 1.4HDi-II, 1.6HDi-III, 2.0HDi-III, 2.2HDi-II, 3.0HDi-I, под экологические стандарты Euro-V.
- 2010 — принято решение о продолжении сотрудничества и разработку к 2013 году очередного нового поколения моторов под экологические стандарты Euro-VI.

### PSA Peugeot Citroën в России
В 2005 году в России был продан 9251 автомобиль «Пежо» и 5996 — «Ситроен».

#### «ПСМА Рус»
Весной 2006 года компания начала переговоры с Минэкономразвития России о возможном строительстве завода PSA Peugeot Citroën в Российской Федерации. В мае 2008 года было объявлено о том, что PSA Peugeot Citroen договорилась с японской компанией Mitsubishi Motors о совместном строительстве автозавода мощностью 160 тыс. автомобилей в год близ Калуги. В январе 2009 года было образовано ПСМА Рус, совместное предприятие PSA Peugeot Citroën (70 %) и Mitsubishi Motors Corporation (30 %).
Завод «ПСМА Рус» открылся в Калужской области. Производство автомобилей методом крупноузловой сборки на заводе начато в апреле 2010 года. С 2012 года начата сварка и окраска кузовов.
На площадке совместного предприятия производятся автомобили Peugeot 4007, Citroën C-Crosser, Peugeot 308, Citroën C4, Peugeot 408, Mitsubishi Outlander и Mitsubishi Pajero Sport. В 2018—2019 годах локализованы Peugeot Expert, Citroen Jumpy, Citroen SpaceTourer и Peugeot Traveller. До конца 2019 года планируется запустить Opel Zafira Life и Opel Vivaro.. Мощность завода в 2018 году составила 125 тыс. машин в год.
Калужский завод «ПСМА Рус» с апреля 2022 года по декабрь 2023 находился в простое. В 2024 году вновь запущено серийное производство (крупноузловая сборка из машинокомплектов, поставляемых из Китая) кроссоверов марки Citroen C5 Aircross (Stellantis).

#### Возвращение бренда Opel на российский рынок
В 2019-м году президент Группы PSA официально объявил о том, что бренд Opel готов снова выйти на российский рынок; с 16 декабря 2019 года модели Zafira Life и Grandland X поступили в салоны официальных дилеров в России.
Глобальное расширение экспортных рынков становится частью стратегического плана «PACE!» по развитию бренда Opel, который поможет компании стать устойчиво прибыльной. Решение о возвращении на российский рынок является частью этой стратегии, направленной на развитие бренда как в Европе, так и на мировых рынках.

### Завод PSA Peugeot Citroën
В 2005 году в России был продан 9251 автомобиль Peugeot и 5996 — Citroën.
Весной 2006 года компания начала переговоры с Минэкономразвития России о возможном строительстве завода PSA Peugeot Citroën в Российской Федерации.
В мае 2008 года было объявлено о том, что PSA Peugeot Citroen договорилась с японской компанией Mitsubishi Motors о совместном строительстве автозавода мощностью 160 тыс. автомобилей в год близ Калуги.
В январе 2009 года было образовано «ПСМА Рус», совместное предприятие PSA Peugeot Citroën (70 %) и Mitsubishi Motors Corporation (30 %), сумма инвестиций в который составила 500 млн.евро.
Завод «ПСМА Рус» открылся в апреле 2010 года. Завод расположен в Калужской области, в 180 км от Москвы в индустриальном парке «Росва», в 3 км до трассы М3 «Москва-Киев». Территория завода составляет 145 гектар. Численность персонала в настоящее время составляет около 1400 человек. На заводе собираются кроссоверы трёх марок — Mitsubishi, Peugeot и Citroën, а также автомобили гольф-класса Citroën C4 и Peugeot 308. В настоящее время на заводе производится сборка моделей:
- Peugeot408 (июль 2012 г.).
- Mitsubishi Outlander (декабрь 2012 г.).
- CitroenC4 Sedan (апрель 2013 г.).
- Mitsubishi Pajero Sport (июль 2013 г.).
- Новый Mitsubishi Outlander (ноябрь 2015 г.).
- Новый Citroen C4 Sedan (октябрь 2016 г.).
- Новый Peugeot 408 (июль 2017 г.).
- Новый Mitsubishi Pajero Sport (декабрь 2017 г.).
- Citroen Jumpy/Peugeot Expert (март 2018 г.).
- Citroen Spacetourer/Peugeot Traveller (апрель 2018 г.).

С апреля 2010 по август 2012 г. на заводе производилась крупноузловая сборка (SKD): за указанный период собрано более 99 000 автомобилей (легковые автомобили класса С и внедорожники). С июля 2012 г. до момента ликвидации — производство полного цикла (CKD). Проектная мощность завода — 125 000 автомобилей в год. Стоимость проекта составила не менее 470 млн евро.